# Прапор Чернівецького району (Вінницька область)
Пра́пор Черніве́цького райо́ну — офіційний символ колишнього Чернівецького району Вінницької області, затверджений 26 жовтня 2007 року на сесії Чернівецької районної ради.

## Опис
Прапор являє собою прямокутне полотнище із співвідношенням сторін 2:3, яке розділене на три горизонтальні смуги: синю, червону і жовту. У центрі полотнища на щитку розташовано герб району.